# Monroe Abbey
Monroe Abbey (* 1904; † 28. November 1993) war ein kanadischer Rechtsanwalt.
Abbey war als Anwalt in Montreal niedergelassen und spezialisiert auf Bergbaurecht. Neben seiner beruflichen Tätigkeit engagierte er sich in seiner Heimatstadt in zahlreichen jüdischen Organisationen. Unter anderem war er Direktor der Jewish Immigrant Aid Services, der Zionist Organization of Canada und der United Jewish Refugee and World Relief Agencies. Von 1968 bis 1971 war er Präsident des Canadian Jewish Congress.

## Auszeichnungen
- 18. Dezember 1978: Member des Order of Canada